# Conus bitleri
Espèce
Conus bitleri est une espèce de mollusques gastéropodes marins de la famille des Conidae.
Comme toutes les espèces du genre Conus, ces escargots sont prédateurs et venimeux. Ils sont capables de « piquer » les humains et doivent donc être manipulés avec précaution, voire pas du tout.

## Taxonomie

### Publication originale
L'espèce Conus bitleri a été décrite pour la première fois en 1984 par le malacologiste chinois António José da Motta (d) dans « La Conchiglia »,.

### Synonymes
- Conus (Eugeniconus) bitleri da Motta, 1984 · appellation alternative
- Conus nobilis bitleri da Motta, 1984 · non accepté